# Гайнулин, Борис Николаевич
Борис Николаевич Гайнулин (1934—1974) — бригадир комсомольской бригады на строительстве Братской ГЭС.

## Биография
Родился в 1934 году в поселке Кондаки в Красноярском крае. Был единственным сыном в многодетной семье с пятью детьми. С детства ходил на охоту с отцом, даже участвовал в сплаве леса. Окончил семилетку в селе Шелаево. Служил в ВМФ СССР.
После службы отправился в Братск на строительство Братской ГЭС. Работал бурильщиком, затем был назначен бригадиром отстававшей тогда бригады. Под руководством Гайнулина она достигла выработки в 220 % от нормы, и за доблестный, самоотверженный труд первой в Иркутской области получила звание «Бригада коммунистического труда». В 1959 году бригаде придали статус комплексной: она начала выполнять также работы по опалубке и бетонированию блоков.
Но 7 мая 1959 года с Борисом случился несчастный случай — он сорвался со скалы при бурильных работах и получил тяжелейшие травмы позвоночника, которые приковали его к постели. Несмотря на нетрудоспособность, Гайнулин не сдался и стал комсомольским активистом, что стало символом героизма, стойкости и мужества. Бориса Николаевича невольно сравнивали с Павкой Корчагиным. За комсомольскую активность и работу с молодежью Гайнулин был награждён орденом Трудового Красного Знамени и почётным знаком ЦК ВЛКСМ № 1 (при этом знаком № 2 был награждён Юрий Алексеевич Гагарин, который наотрез отказался принимать Знак № 1, узнав о героическом бригадире).
Когда сослуживец Гайнулина, Владимир Казмирчук, был избран делегатом XIV съезда ВЛКСМ, он встретился с первыми советскими космонавтами Юрием Гагариным и Германом Титовым. После рассказа Казмирчука о судьбе и доблестном труде Гайнулина, Гагарин сказал:

…Вот нас, космонавтов, называют небесными братьями. Может, это и правильно, но мне кажется, что скорее всего мы земные братья. Когда я сейчас слушал тебя, Володя, я подумал, что такие люди, как Борис Гайнулин, да и вся ваша бригада и мы, космонавты в том числе, — земные братья. Именно земные. Всё равно, где бы мы ни летали, сколько ни летали, а возвращаемся на землю, где живут Борисы Гайнулины.

Несмотря на травму, у Бориса Николаевича была семья — жена и сын. До конца своих дней Гайнулин не оставлял попыток вновь встать на ноги, однако это ему не удавалось, более того, этими попытками он лишь осложнял своё положение. Однажды, обжёгши кипятком ноги, он не обратился за помощью к врачам, что в итоге привело к заражению крови. 30 апреля 1974 года Гайнулин скончался.

## Награды
- Орден Трудового Красного Знамени
- «Почётный знак ВЛКСМ» № 1
- Большая золотая медаль ВДНХ СССР
- Золотая медаль Артура Беккера (ГДР)[1]

## Память
В 1985 году памяти Гайнулина в Братске был поставлен обелиск. В Кодинске, а также районе Гидростроитель Братска его имя носят улицы.